# Selminha Sorriso
Selma de Mattos Rocha, mais conhecida como Selminha Sorriso (Rio de Janeiro, 30 de maio de 1970), é um porta-bandeira e bombeiro militar brasileira.
Filha de Jacira de Matos, passista da Unidos de Lucas, começou a desfilar em 1986, pelo Império Serrano. Começou como passista, mas em 1991 estreou como porta-bandeira, depois de passar seis meses se apresentando em casas de show no Japão. A estréia, porém, foi fracassada: recebeu notas baixas e a escola foi rebaixada.
No ano seguinte, ao lado do mestre-sala Claudinho, desfilou pela Estácio de Sá. Os dois ajudaram a escola a conquistar o seu primeiro título, em 1992. Em 1996 a dupla passou a desfilar pela Beija-Flor, onde conquistaram mais nove títulos.

## Fora da passarela
Em 1992, quando sofreu um acidente de ônibus com um grupo de sambistas na Suécia, Selminha se interessou pela atuação dos bombeiros. Em 2002, prestou concurso para o Corpo de Bombeiros do Rio de Janeiro e foi aprovada, tornando-se recruta da corporação. Atualmente, possui a patente de primeiro-sargento.

## Carnavais
Abaixo, a lista de carnavais de Selminha Sorriso e seu desempenho em cada ano.
| Legenda: 0 Nota descartada N Escola foi campeã |

| Ano  | Grupo    | Escola          | Classificação          | Mestre-sala    | Notas | Notas | Notas | Notas | Notas | Ref.          |
| ---- | -------- | --------------- | ---------------------- | -------------- | ----- | ----- | ----- | ----- | ----- | ------------- |
| 1991 | Especial | Império Serrano | 15.º lugar (rebaixada) | Sérgio Jamelão | 8,5   | 8     | 6,5   | -     | -     | [ 5 ] [ 6 ]   |
| 1992 | Especial | Estácio de Sá   | Campeã                 | Claudinho      | 10    | 10    | 10    | -     | -     | [ 7 ] [ 8 ]   |
| 1993 | Especial | Estácio de Sá   | 6.º lugar              | Claudinho      | 9,5   | 9     | 9     | -     | -     | [ 9 ] [ 10 ]  |
| 1994 | Especial | Estácio de Sá   | 13.º lugar             | Claudinho      | 10    | 9     | 9,5   | -     | -     | [ 11 ] [ 12 ] |
| 1995 | Especial | Estácio de Sá   | 7.º lugar              | Claudinho      | 10    | 10    | 10    | 10    | 10    | [ 13 ] [ 14 ] |
| 1996 | Especial | Beija-Flor      | 3.º lugar              | Claudinho      | 10    | 10    | 10    | 10    | 10    | [ 15 ] [ 16 ] |
| 1997 | Especial | Beija-Flor      | 4.º lugar              | Claudinho      | 10    | 10    | 10    | 10    | 10    | [ 17 ] [ 18 ] |
| 1998 | Especial | Beija-Flor      | Campeã                 | Claudinho      | 10    | 10    | 10    | 10    | 9     | [ 19 ] [ 20 ] |
| 1999 | Especial | Beija-Flor      | Vice-campeã            | Claudinho      | 10    | 10    | 10    | -     | -     | [ 21 ] [ 22 ] |
| 2000 | Especial | Beija-Flor      | Vice-campeã            | Claudinho      | 10    | 10    | 9,5   | -     | -     | [ 23 ] [ 24 ] |
| 2001 | Especial | Beija-Flor      | Vice-campeã            | Claudinho      | 10    | 10    | 10    | -     | -     | [ 25 ] [ 26 ] |
| 2002 | Especial | Beija-Flor      | Vice-campeã            | Claudinho      | 10    | 10    | 10    | 10    | -     | [ 27 ] [ 28 ] |
| 2003 | Especial | Beija-Flor      | Campeã                 | Claudinho      | 10    | 10    | 10    | 9,9   | -     | [ 29 ] [ 30 ] |
| 2004 | Especial | Beija-Flor      | Campeã                 | Claudinho      | 10    | 10    | 10    | 9,9   | -     | [ 31 ] [ 32 ] |
| 2005 | Especial | Beija-Flor      | Campeã                 | Claudinho      | 10    | 10    | 9,9   | 10    | -     | [ 33 ] [ 34 ] |
| 2006 | Especial | Beija-Flor      | 5.º lugar              | Claudinho      | 10    | 10    | 9,9   | 9,8   | -     | [ 35 ] [ 36 ] |
| 2007 | Especial | Beija-Flor      | Campeã                 | Claudinho      | 10    | 10    | 10    | 10    | -     | [ 37 ] [ 38 ] |
| 2008 | Especial | Beija-Flor      | Campeã                 | Claudinho      | 10    | 10    | 10    | 10    | -     | [ 39 ] [ 40 ] |
| 2009 | Especial | Beija-Flor      | Vice-campeã            | Claudinho      | 10    | 9,9   | 9,9   | 9,9   | -     | [ 41 ] [ 42 ] |
| 2010 | Especial | Beija-Flor      | 3.º lugar              | Claudinho      | 10    | 10    | 10    | 10    | 10    | [ 43 ] [ 44 ] |
| 2011 | Especial | Beija-Flor      | Campeã                 | Claudinho      | 10    | 10    | 9,9   | 9,9   | 10    | [ 45 ] [ 46 ] |
| 2012 | Especial | Beija-Flor      | 4.º lugar              | Claudinho      | 10    | 10    | 10    | 10    | -     | [ 47 ] [ 48 ] |
| 2013 | Especial | Beija-Flor      | Vice-campeã            | Claudinho      | 10    | 10    | 10    | 10    | -     | [ 49 ] [ 50 ] |
| 2014 | Especial | Beija-Flor      | 7.º lugar              | Claudinho      | 10    | 10    | 9,9   | 9,7   | -     | [ 51 ] [ 52 ] |
| 2015 | Especial | Beija-Flor      | Campeã                 | Claudinho      | 10    | 10    | 10    | 10    | -     | [ 53 ] [ 54 ] |
| 2016 | Especial | Beija-Flor      | 5.º lugar              | Claudinho      | 10    | 10    | 10    | 10    | -     | [ 55 ] [ 56 ] |
| 2017 | Especial | Beija-Flor      | 6.º lugar              | Claudinho      | 10    | 10    | 9,9   | 9,9   | -     | [ 57 ] [ 58 ] |
| 2018 | Especial | Beija-Flor      | Campeã                 | Claudinho      | 10    | 10    | 10    | 9,9   | -     | [ 59 ] [ 60 ] |
| 2019 | Especial | Beija-Flor      | 11.º lugar             | Claudinho      | 10    | 10    | 10    | 10    | -     | [ 61 ] [ 62 ] |
| 2020 | Especial | Beija-Flor      | 4.º lugar              | Claudinho      | 10    | 10    | 10    | 10    | 9,9   | [ 63 ]        |
| 2022 | Especial | Beija-Flor      | Vice-campeã            | Claudinho      | 9,9   | 10    | 10    | 10    | 10    | [ 64 ]        |
| 2023 | Especial | Beija-Flor      | 4.º lugar              | Claudinho      | 10    | 10    | 9,9   | 10    | -     | [ 65 ]        |
| 2024 | Especial | Beija-Flor      | 8.º lugar              | Claudinho      | 9,9   | 10    | 10    | 10    | -     | [ 66 ]        |
| 2025 | Especial | Beija-Flor      | Campeã                 | Claudinho      | 10    | 10    | 10    | 9,9   | -     | [ 67 ]        |
| 2026 | Especial | Beija-Flor      |                        | Claudinho      |       |       |       |       |       |               |

## Títulos e estatísticas
| Divisão        | Campeonato | Ano                                                               | Vice | Ano                                       | Terceiro lugar | Ano         |
| -------------- | ---------- | ----------------------------------------------------------------- | ---- | ----------------------------------------- | -------------- | ----------- |
| Grupo Especial | 11         | 1992, 1998, 2003, 2004, 2005, 2007, 2008, 2011, 2015, 2018 e 2025 | 7    | 1999, 2000, 2001, 2002, 2009, 2013 e 2022 | 2              | 1996 e 2010 |

## Premiações
- Estandarte de Ouro

1. 1992 - Melhor porta-bandeira (Estácio de Sá) [68]
2. 1998 - Melhor porta-bandeira (Beija-Flor) [69]
3. 2000 - Melhor porta-bandeira (Beija-Flor) [70]
4. 2002 - Melhor porta-bandeira (Beija-Flor) [71]
5. 2005 - Melhor porta-bandeira (Beija-Flor) [72]
6. 2009 - Melhor porta-bandeira (Beija-Flor) [73]

- Estrela do Carnaval

1. 2015 - Melhor casal de mestre-sala e porta-bandeira (com Claudinho - Beija-Flor) [74]
2. 2016 - Melhor casal de mestre-sala e porta-bandeira (com Claudinho - Beija-Flor) [75]
3. 2018 - Melhor casal de mestre-sala e porta-bandeira (com Claudinho - Beija-Flor) [76]

- Gato de Prata

1. 2015 - Melhor casal de mestre-sala e porta-bandeira (com Claudinho - Beija-Flor) [77]
2. 2018 - Melhor casal de mestre-sala e porta-bandeira (com Claudinho - Beija-Flor) [78]
3. 2023 - Melhor casal de mestre-sala e porta-bandeira (com Claudinho - Beija-Flor) [79]
4. 2025 - Homenagem Especial [80]

- Papa Tudo - TV Manchete

1. 1995 - Melhor porta-bandeira (Estácio de Sá) [81][82]
2. 1997 - Melhor porta-bandeira (Beija-Flor) [81]
3. 1998 - Melhor porta-bandeira (Beija-Flor) [81]
4. 1999 - Melhor porta-bandeira (Beija-Flor) [81]

- Prêmio Destaques do Ano

1. 2021 - Personalidade [83]
2. 2023 - Anel de Bamba [84]

- Prêmio SRzd

1. 2012 - Melhor casal de mestre-sala e porta-bandeira (com Claudinho - Beija-Flor) [85]
2. 2020 - Prêmio Especial: Bodas de Prata (Claudinho e Selminha Sorriso) [86]

- S@mba-Net

1. 2015 - Melhor casal de mestre-sala e porta-bandeira (com Claudinho - Beija-Flor) [87]
2. 2024 - Melhor casal de mestre-sala e porta-bandeira (com Claudinho - Beija-Flor) [88]

- Tamborim de Ouro

1. 1999 - Melhor porta-bandeira (Beija-Flor) [89]
2. 2000 - Casal Nota 10 (com Claudinho - Beija-Flor) [90]
3. 2001 - Casal Nota 10 (com Claudinho - Beija-Flor) [91]
4. 2002 - Casal Nota 10 (com Claudinho - Beija-Flor) [92]
5. 2003 - Casal Nota 10 (com Claudinho - Beija-Flor) [93]
6. 2007 - Tamborim Nota 10 (Casal de Mestre-S. e Porta-B. da Década - com Claudinho) [94]
7. 2013 - Casal Nota 10 (com Claudinho - Beija-Flor) [95]
8. 2014 - Casal Nota 10 (com Claudinho - Beija-Flor) [96]
9. 2015 - Casal Nota 10 (com Claudinho - Beija-Flor) [97]
10. 2016 - Prêmio Especial (25 anos de Avenida) [98]
11. 2018 - Prêmio especial de contribuição ao carnaval (Claudinho e Selminha Sorriso) [99]

- Troféu Apoteose

1. 2006 - Melhor porta-bandeira (Beija-Flor) [100]

- Troféu Explosão in Samba

1. 2022 - Melhor casal de mestre-sala e porta-bandeira (com Claudinho - Beija-Flor) [101]
2. 2024 - Melhor casal de mestre-sala e porta-bandeira (com Claudinho - Beija-Flor) [102]

- Troféu Rádio Manchete

1. 2010 - Melhor casal de mestre-sala e porta-bandeira (com Claudinho - Beija-Flor) [103]

- Troféu Sambario

1. 2009 - Melhor casal de mestre-sala e porta-bandeira (com Claudinho - Beija-Flor) [104]
2. 2012 - Melhor casal de mestre-sala e porta-bandeira (com Claudinho - Beija-Flor) [105]

- Troféu Vai dar Samba

1. 2018 - Melhor casal de mestre-sala e porta-bandeira (com Claudinho - Beija-Flor) [106]